# Логан (тауншип, округ Грант, Миннесота)
Логан (англ. Logan) — тауншип в округе Грант, Миннесота, США. На 2000 год его население составило 115 человек.

## География
По данным Бюро переписи населения США площадь тауншипа составляет 90,4 км², из которых 90,1 км² занимает суша, а 0,3 км² — вода (0,34 %).

## Демография
По данным переписи населения 2000 года здесь находились 115 человек, 49 домохозяйств и 34 семьи. Плотность населения —  1,3 чел./км². На территории тауншипа расположено 56 построек со средней плотностью 0,6 построек на один квадратный километр. Расовый состав населения: 100,00 % белых.
Из 49 домохозяйств в 24,5 % воспитывались дети до 18 лет, в 59,2 % проживали супружеские пары, в 8,2 % проживали незамужние женщины и в 28,6 % домохозяйств проживали несемейные люди. 26,5 % домохозяйств состояли из одного человека, при том 10,2 % из — одиноких пожилых людей старше 65 лет. Средний размер домохозяйства — 2,35, а семьи — 2,77 человека.
21,7 % населения — младше 18 лет, 8,7 % — в возрасте от 18 до 24 лет, 21,7 % — от 25 до 44, 27,0 % — от 45 до 64, и 20,9 % — старше 65 лет. Средний возраст — 41 год. На каждые 100 женщин приходилось 113,0 мужчин. На каждые 100 женщин старше 18 приходилось 109,3 мужчин.
Средний годовой доход домохозяйства составлял 27 083 доллара, а средний годовой доход семьи —  33 125 долларов. Средний доход мужчин —  27 188  долларов, в то время как у женщин — 11 250. Доход на душу населения составил 16 284 доллара. За чертой бедности находились 5,7 % семей и 6,7 % всего населения тауншипа, из которых 9,1 % младше 18 лет.